# 小河内神社 (奥多摩町)
小河内神社（おごうちじんじゃ）は、東京都西多摩郡奥多摩町河内（こうち）にある神社。

## 概要
東京都の西端にある奥多摩湖の中央、国道411号が通る蜂谷橋・馬頭トンネルと、麦山浮橋が合流する地点の東に伸びる湖上の半島の上に鎮座している。
1957年（昭和32年）に小河内ダムが完成し、奥多摩湖（小河内貯水池）に沈むことになった旧小河内村の、9社11祭神を合祀して創建された。
9月中旬の例大祭では、国の重要無形民俗文化財及びユネスコ無形文化遺産に登録されている小河内の鹿島踊や、都の無形民俗文化財に指定されている原・川野の獅子舞などが披露される。

## 祭神
- 天照皇大神（箭弓神社）
- 高皇産霊神（御霊神社）
- 大山祇神・火産霊神（温泉神社）
- 伊弉那美命（愛宕神社）
- 貴船大神（貴船神社）
- 賀茂別雷神（加茂神社）
- 広国押建金日命（金御岳神社）
- 速玉男命・事解之男命（熊野神社）
- 熊野三神（御岳神社）

## 文化財
- 小河内の鹿島踊（国指定重要無形民俗文化財・ユネスコ無形文化遺産[4]）
- 原の獅子舞（都指定無形民俗文化財[5]）
- 川野の獅子舞（都指定無形民俗文化財[6]）